# 周国聪
周国聪（1974年—1989年6月6日）是一个於1989年6月6日六四事件後，在中国四川成都保和乡派出所中去世的青年。
周出身于成都农民家庭。据其母所述，周国聪于1989年初中毕业，6月在成都无缝钢管厂作临时工。据中国异议网站“六四天网”介绍，6月6日，周国聪在成都天府广场示威活动中被捕，被关押在成都宁夏街监狱，因拒绝写悔过书，当天被殴打致死，尸体被当局匆匆火化。
《亚洲周刊》报道，2006年，锦江区人民政府「经请示上级主管部门和区政府领导」，以“困难补助”的名义发给周国聪的母亲唐德英七万元人民币。“六四天网”负责人黄琦认为“这可以看出，实际上体制内已经悄然开始了以『困难补助』方式，对『六四』受害者作出经济补偿，从而向平反昭雪迈进一大步。”中国异议人士丁子霖则认为“困难补助与给予受害者赔偿是截然不同的两回事”，这件事并不意味着政府对六四事件态度的转变。同时《亚洲周刊》报道说丁子霖“對此表示歡迎，並希望迅速推廣到全中國，以拆除六四這顆超級政治炸彈。”

## 外部連結
- 成都六四之后周国聪被打死情况